# Kreuzmandl
Das Kreuzmandl ist ein 1974 m ü. A. hoher Nebengipfel des Grünhorns in den Allgäuer Alpen im österreichischen Bundesland Vorarlberg.

## Lage und Umgebung
Der in der Untergruppe 	Nordwestliche Walsertaler Berge gelegene Gipfel erhebt sich aus dem Bergkamm, der vom Diedamskopf (2090 m) nach Südosten zum Grünhorn (2039 m) zieht. Der direkte Bergnachbar im Westen ist der Falzer Kopf (1968 m), von dem das Kreuzmandl durch das Neuhornbachjoch (1845 m) getrennt ist. Nach Nordosten verläuft der Grat über die Bezugsscharte zum Steinmandl (1982 m). Im Norden befindet sich eine kleine Hochebene, in der sich die Quellbäche der Subersach vereinigen. Nach Süden fallen die Flanken ins Tal des Schrecksbachs ab, darüber erhebt sich die Üntschenspitze (2135 m).
Die Gemarkung, auf der sich das Kreuzmandl befindet, ist Schoppernau (852 m), das südwestlich im Tal der Bregenzer Ach liegt. Über den Berg verläuft auch die Grenze zum nördlich gelegenen Gemeindegebiet von Bezau.

## Besteigung
Stützpunkt für eine Besteigung des Kreuzmandls ist das Neuhornbachhaus (1650 m), das auf dem Südostrücken des Falzer Kopfs steht. Daneben finden sich in der Umgebung auch die Schwarzwasserhütte (1620 m) und die Seilbahn auf den Diedamskopf.
Der Normalweg vom Neuhornbachhaus geht über das Neuhornbachjoch und den Westgrat zum höchsten Punkt. Das Neuhornbachjoch lässt sich auch von der Schwarzwasserhütte, dem Vorsäß Schönenbach und Schoppernau aus erreichen. Eine weitere Besteigungsmöglichkeit führt aus dem Liftgebiet am Diedamskopf über den Falzer Kopf zum Neuhornbachjoch. Ebenfalls möglich ist der Gratübergang vom Steinmandl. Dieser ist teilweise drahtseilversichert und verlangt Trittsicherheit, Schwindelfreiheit sowie Kletterfertigkeit im I. Grad.

## Galerie

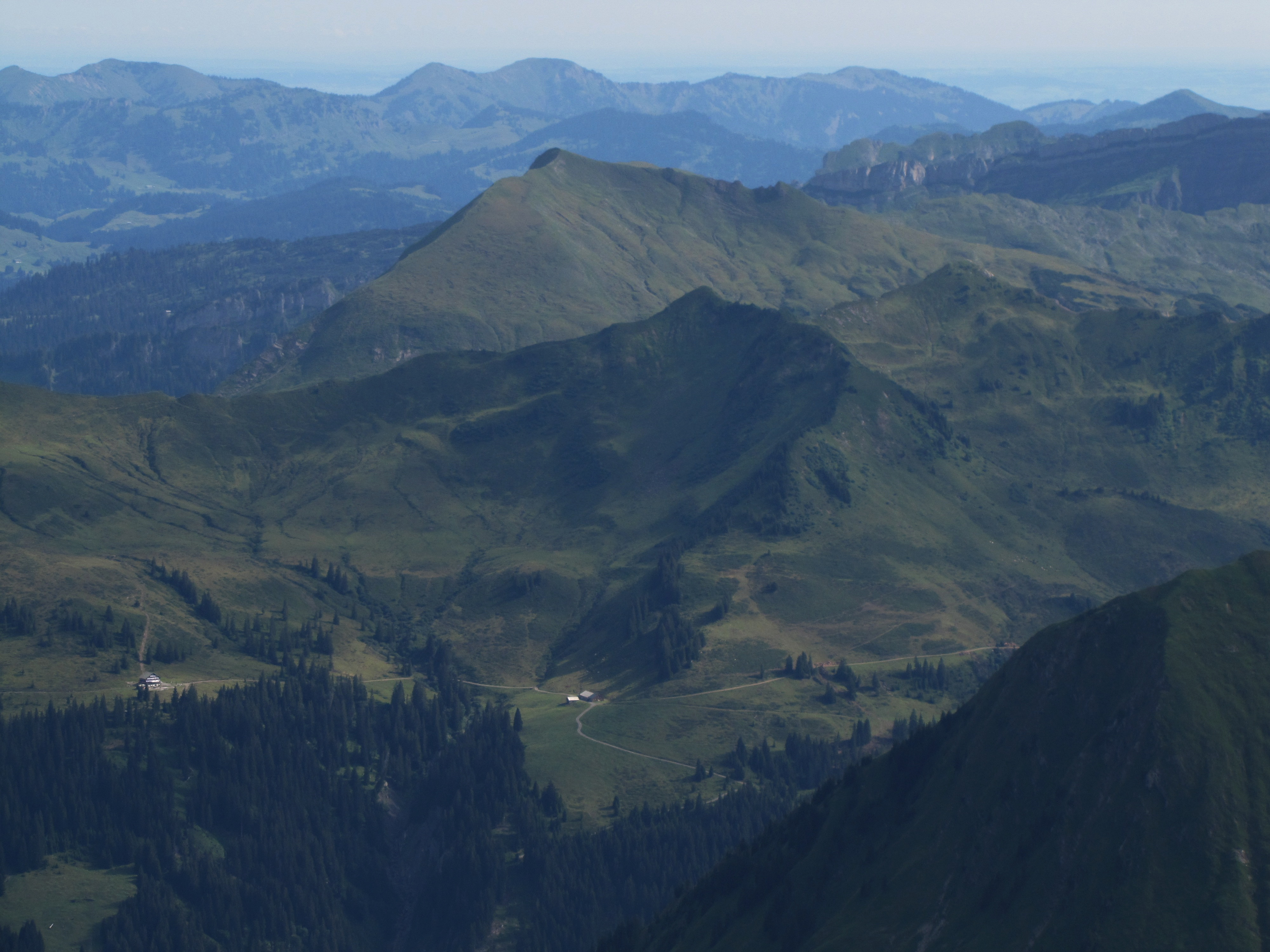
Südansicht von der Hochkünzelspitze (2397 m)
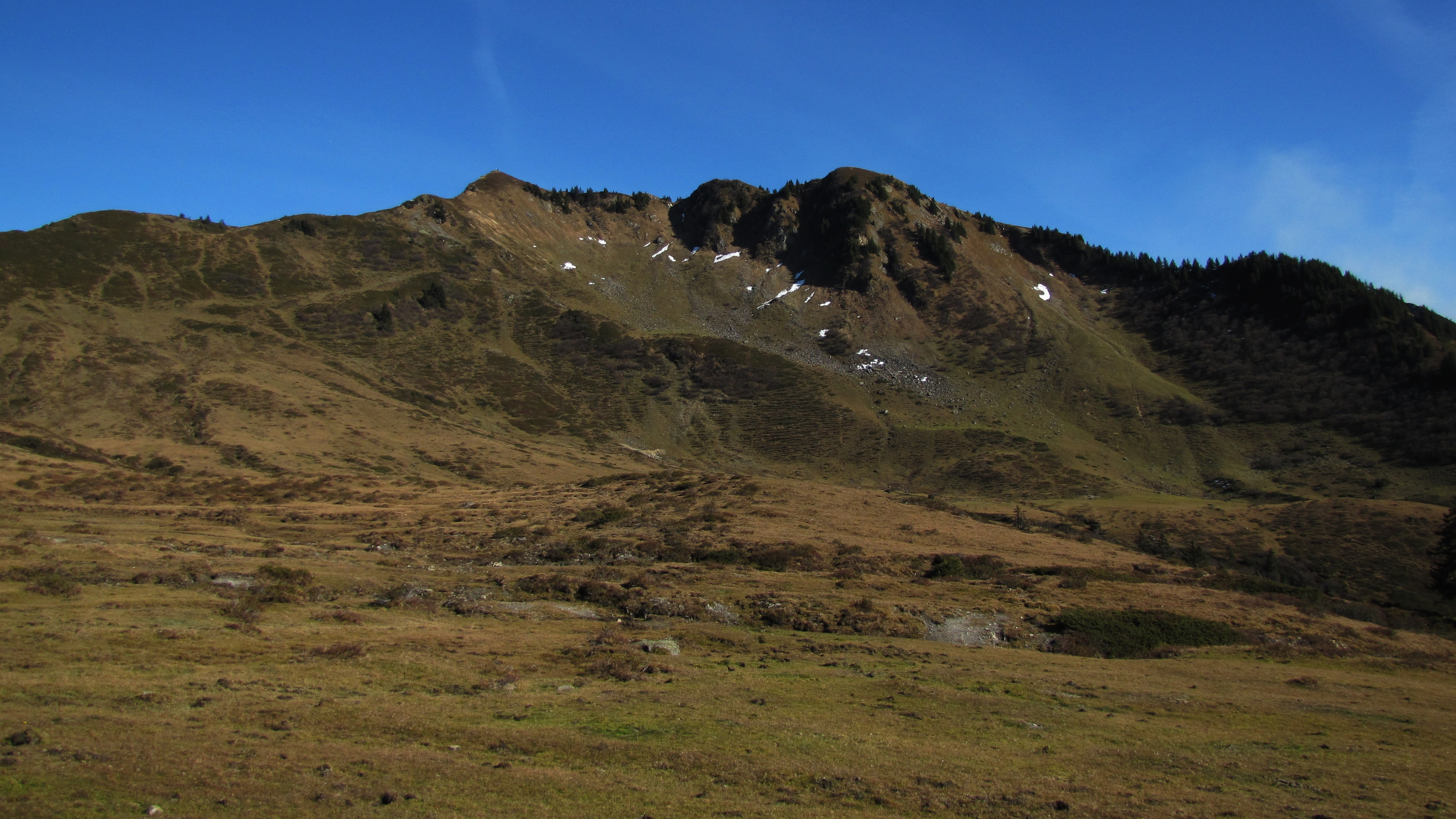
Südwestflanke
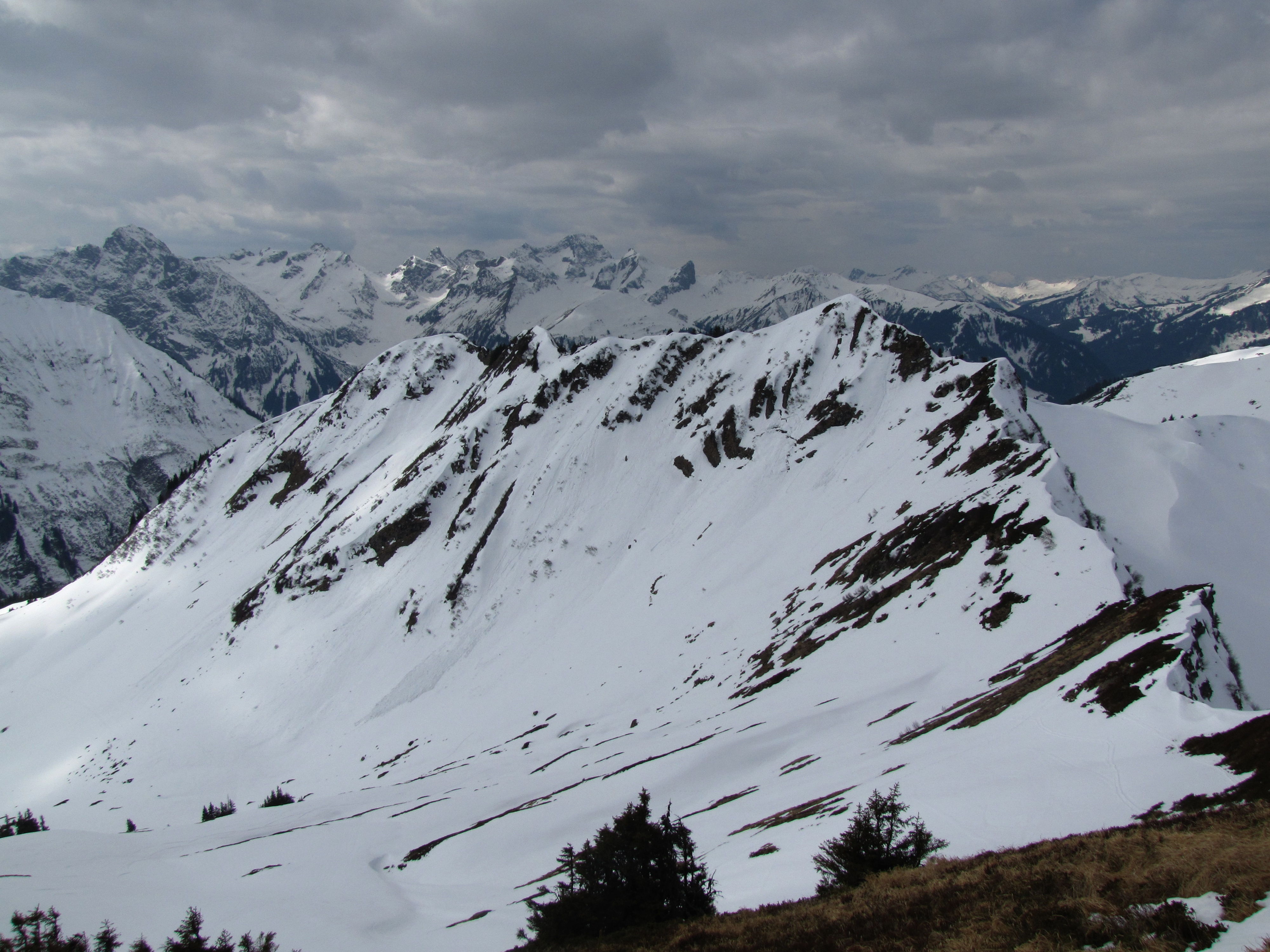
Vom Steinmandl
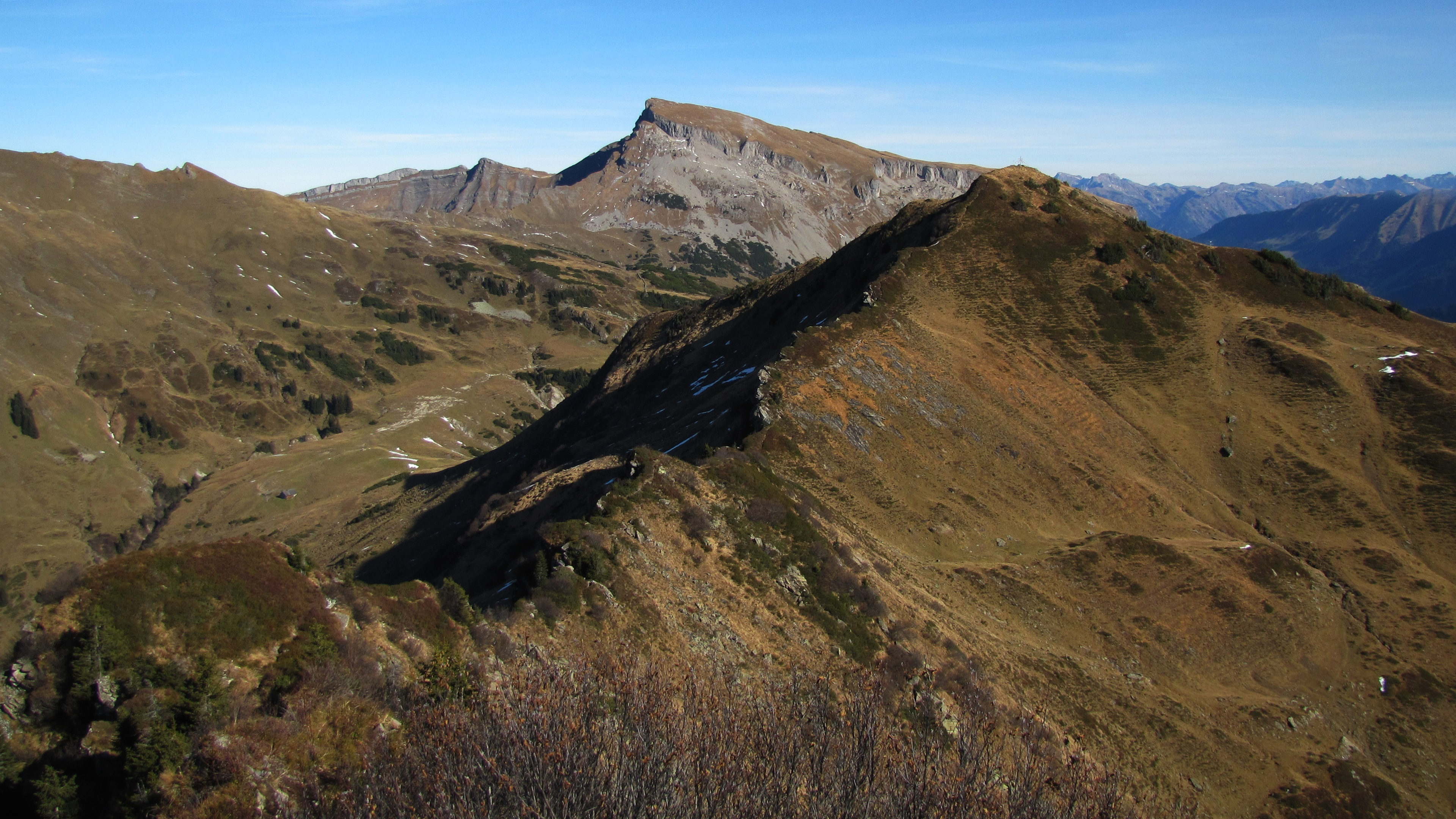
Mit Verbindungsgrat und Steinmandl